# Bağcılar
Bağcılar là một huyện thuộc tỉnh İstanbul, Thổ Nhĩ Kỳ. Huyện có diện tích 21 km² và dân số thời điểm năm 2007 là 719267 người, mật độ 34251 người/km².